# Brokdorf
Brokdorf er en by og en kommune i det nordlige Tyskland, beliggende i Amt Wilstermarsch i den sydvestlige del af Kreis Steinburg. Kreis Steinburg ligger i den sydvestlige del af delstaten Slesvig-Holsten.

## Geografi
Brokdorf ligger ved nordbredden af Elben i Wilstermarsken omkring 15 kilometer sydvest for Itzehoe. I kommunen ligger Kernkraftwerk Brokdorf, der, under voldsomme protester og demonstrationer, blev opført i perioden fra 1976 til 1986. Den største demonstration var i vinteren 1981, hvor op mod 100.000 mennesker, i 10 graders frost, demonstrerede mod opførelsen af værket .